# Opération Margarethe
Seconde Guerre mondiale
Batailles
Front de l’Est

Prémices :
- Campagne de Pologne
- Guerre d’Hiver

Guerre germano-soviétique :
- 1941 : L'invasion de l'URSS

- Opération Barbarossa

Front nord : 
- Guerre de Continuation
- Opération Silberfuchs
- Siège de Léningrad

Front central : 
- 2e bataille de Brest-Litovsk
- Bataille de Białystok–Minsk
- 1re bataille de Smolensk
- Bataille de Kiev

Front sud : 
- Siège d'Odessa
- Campagne de Crimée

- 1941-1942 : La contre-offensive soviétique

Front nord : 
- Poche de Demiansk
- Poche de Kholm

Front central : 
- Bataille de Moscou

Front sud : 
- Seconde bataille de Kharkov

- 1942-1943 : De Fall Blau à 3e Kharkov

Front nord : 
- Offensive de Siniavino
- Opération Iskra
- Bataille de Krasny Bor
- Opération Poliarnaïa Zvezda

Front central : 
- Opération Mars

Front sud : 
- Bataille du Caucase (opération Fall Blau)
- Bataille de Stalingrad
- Opération Uranus
- Opération Saturne
- Offensive d'Ostrogojsk-Rossoch
- Offensive de Voronej-Kastornoe
- Opération Gallop
- Opération Étoile
- Troisième bataille de Kharkov

- 1943-1944 : Libération de l'Ukraine et de la Biélorussie

Front central : 
- 2e bataille de Smolensk
- Opération Bagration

Front sud : 
- Bataille de Koursk
- Bataille du Dniepr
- Offensive Dniepr-Carpates
- Offensive de Crimée
- Offensive de Lvov-Sandomir

- 1944-1945 : Campagnes d'Europe centrale et d'Allemagne

Allemagne : 
- Offensive Vistule-Oder
- Offensive de Poméranie orientale
- Siège de Breslau
- Offensive de Prusse-Orientale
- Bataille de Königsberg
- Bataille de Seelow
- Bataille de Bautzen
- Bataille de Berlin
- Capitulation allemande

Front nord et Finlande : 
- Guerre de Laponie
- Offensive Leningrad-Novgorod
- Bataille de Narva

Europe orientale : 
- Opération Margarethe
- Insurrection de Varsovie
- Soulèvement national slovaque
- Opération Panzerfaust
- Bataille de Budapest
- Opération Frühlingserwachen
- Offensive de Vienne
- Insurrection de Prague
- Offensive de Prague
- Bataille de Slivice

Front d’Europe de l’Ouest

Campagnes d'Afrique, du Moyen-Orient et de Méditerranée

Bataille de l’Atlantique

Guerre du Pacifique

Guerre sino-japonaise

Théâtre américain
L'opération Margarethe est une opération militaire allemande s'étant déroulée en Hongrie au printemps 1944. L'opération vise à occuper la plus grande part possible du territoire du Royaume de Hongrie, alors menacé par l'Armée rouge et ses premier et deuxième fronts ukrainiens (qui se trouvent désormais respectivement à moins de 200 et 350 kilomètres des frontières orientales hongroises), et dont les dirigeants semblent vouloir quitter l'Axe.
Elle comporte deux sous-opérations :
- « Margarethe I », nom de code désignant des manœuvres opérées en Hongrie par les forces militaires allemandes ;
- « Margarethe II », nom de code désignant un mouvement général d'occupation réalisé conjointement par les forces allemandes, hongroises, croates et slovaques contre le royaume de Roumanie dans le cas où le gouvernement roumain déciderait de capituler face aux forces soviétiques ou pire, de changer de camp[1],[2],[3]. Bien que ce scénario s'accomplît en août 1944 lors du coup d'État du Roi Michel, l'opération « Margarethe II » n'a jamais été lancée[1],[2],[3],[4].

« Margarethe I », rebaptisée après coup simplement « Margarethe », est lancée par Adolf Hitler le 12 mars 1944, tandis que « Margarethe II » n'a jamais été mise en œuvre.

## Déroulement
Le premier ministre hongrois, Miklós Kállay, avec l'assentiment complet du régent Miklós Horthy, lance des pourparlers avec les Alliés pour parvenir à une paix séparée. Adolf Hitler, apprenant l'existence de ces tractations, se sent trahi par son allié hongrois, donne ordre aux troupes allemandes de prendre le contrôle des principales installations hongroises susceptibles d'intéresser le Reich allemand.
Hitler invite Horthy le 15 mars 1944 au château de Klessheim, à proximité de Salzbourg en Autriche rattachée. Pendant les réunions de travail, les forces allemandes avancent sans rencontrer d'opposition en territoire hongrois. Ces réunions n'étaient autre qu'une manœuvre de diversion visant à faire quitter le pays à Horthy tout en laissant l'armée hongroise sans ordre.
Les négociations entre Horthy et Hitler durent jusqu'au 18 mars, date à laquelle Horthy rentre en Hongrie en train. Lors de son arrivée à Budapest, il est accueilli par des soldats allemands. Ceux-ci le menacent, en lui exposant que la Hongrie ne peut rester souveraine qu'à condition qu'il démette Kállay de ses fonctions, et qu'un gouvernement coopérant pleinement avec les Allemands soit mis en place, sans quoi la Hongrie serait purement et simplement occupée, sans davantage de cérémonie. Conscient de ce que cette dernière option signifierait la mise du pays sous le contrôle d'un Gauleiter, lequel traiterait du pays comme de n'importe quel pays ennemi occupé, Horthy renvoie Kállay et nomme Döme Sztójay Premier ministre, en signe de bonne volonté vis-à-vis des Allemands. De fait, la Hongrie garde un semblant de souveraineté.
La Hongrie est ainsi occupée par surprise, faisant de l'opération Margarethe une action rapide et sans affrontement. Le plan initial prévoyait de démobiliser l'armée hongroise. Toutefois, alors que les forces soviétiques s'approchent de la Hongrie au nord et à l'est, et que Hitler craint un débarquement des Anglo-américains dans les Balkans, les Allemands décident de conserver ces forces armées, en partie employées pour protéger les cols des Carpates.
En octobre 1944, les Allemands lancent l'opération Panzerfaust, après que Horthy eut relancé des négociations de paix séparée avec les Alliés.